# Jouko Törmänen
Jouko Törmänen (n. 10 aprilie 1954, Rovaniemi, Lapin lääni, Finlanda – d. 3 ianuarie 2015, Rovaniemi, Laponia, Finlanda) a fost un săritor cu schiurile ce a reprezentat Finlanda, medaliat olimpic. A participat la 2 ediții ale Jocurilor Olimpice (1976, 1980) în care a câștigat o medalie de aur.